# Mesorgerius emammosa
Mesorgerius emammosa är en insektsart som beskrevs av Alexander Fyodorovich Emeljanov 1972. Mesorgerius emammosa ingår i släktet Mesorgerius och familjen Dictyopharidae. Inga underarter finns listade i Catalogue of Life.